# Königsbrunn
Königsbrunn é uma cidade da Alemanha, localizado no distrito Augsburg, no estado de Baviera.